# Râul Canapiștea
Râul Canapiștea este un curs de apă, afluent al Pârâului Întors. 

## Hărți
- Harta Județului Botoșani